# 파네 티치네세
파네 티치네세(이탈리아어: Pane ticinese)는 스위스 티치노주에서 유명한 빵 요리이다. 하지만 스위스의 다른 주에서도 이 빵을 찾을 수 있다. 티치노 주를 제외한 스위스의 다른 지방에서는 이 빵을 "티치노의 빵"이라고 부른다. 티치노 주에서는 이 빵을 "파네 리가"(pane riga), "레알레"(reale), "리레타"(lireta) 같은 지역 특유의 명칭으로 부른다. 파네 티치네세에는 밀가루, 물, 소금이 들어가며 식용유 또한 반죽에 약간 들어간다. 식용유는 빵을 부드럽게 해주는 역할을 해 준다.

## 역사
20세기 초반에 이르기까지 파네 티치네세와 다른 밀가루 빵들은 티치노주의 많은 사람들이 살 수 없는 귀한 음식이었으며 대신 이 지역의 사람들은 호밀가루로 만드는 호밀빵이나 밤의 가루로 만든 빵을 주로 섭취했다.
1930년대에 출판된 책인 《스위스 전통에 관한 책》은 이 빵의 반복적인 모양 때문에 사람들이 이 빵을 구별할 수 있었다고 말한다. 실제로 이 빵은 똑같은 생김새의 빵 조각들이 서로 붙어 있는 형태의 모양을 가지고 있다. 한 스위스 방언 또한 이 빵을 "정렬된 빵"이라는 뜻인 "릴라 판"(riia pan)으로 부르고 있어 이 빵의 특징적인 생김새를 잘 보여주고 있다. 이 빵은 원래 이탈리아 지역의 빵이었지만 수백년 전에 스위스 남부로 유입되었다. 이탈리아의 화가 안니발레 카라치는 한 남자가 파네 티치네세와 비슷한 빵을 먹고 있는 장면을 그리기도 하였다.
《스위스 전통에 관한 책》에 따르면 당시의 파네 티치네세는 1 킬로그램 가량의 무게를 가지고 있었으며 8개의 조각으로 이루어져 있었다. 또한 이 빵이 팔릴 때에는 전체로 다 팔리거나 2분의 1, 4분의 1, 8분의 1 등으로 팔렸다고 스위스 전통에 관한 책은 기록하고 있다. 이 빵은 1950년대경 스위스 제빵사들이 만든 모종의 모임으로 인해 스위스의 나머지 지방에서도 많이 만들어졌다.

## 준비
파네 티치네세에는 물, 밀가루, 비가 (밀가루, 물, 이스트의 혼합물), 소금, 그리고 식용유로 만든 반죽이 쓰인다. 식용유는 전통적인 레시피에는 쓰지 않으나 현대의 레시피에는 들어간다. 반죽을 펴기 전에 반죽의 무게를 2 킬로그램으로 맞추어야 한다. 반죽을 편 후에는 몇 분동안 반죽을 멈추며 그 다음에는 반죽을 다시 펴야 좋은 모양의 빵을 만들 수 있다. 펼 때에는 좋은 모양을 만들기 위해 반죽이 평평해질 정도로 편다. 그 다음 완전히 잘라지지 않을 정도로 왼쪽과 오른쪽에 각각 칼집을 낸다. 맛을 위해 계란을 윤기가 날 정도로 빵 윗면에 바르기도 한다.
계란을 바른 후에는 빵이 두 배로 불어날 때까지 그대로 둔다. 그 후 빵의 표면이 어두운 금색이 될 때까지 섭씨 190도(190℃)로 예열한 오븐에 20분에서 25분동안 굽는다.

## 같이 보기
- 비가
- 안니발레 카라치
- 스위스 요리